# Кръстат свод
Кръстатият свод е вид сводова конструкция, чиято повърхност е образувана от пресичането под прав ъгъл на два цилиндрични свода.
По диагоналите в план на кръстатия свод се образуват ребра, в които са концентрирани хоризонталните реакции, поради което той има нужда от хоризонтално укрепване само в ъглите си. Характерни за римската и романската архитектура, през готиката кръстатите сводове са заменени с по-ефектните и лесни за изпълнение оребрени сводове.